# Karakó
Karakó je obec v maďarské župě Vas.
Rozkládá se na ploše 10,35 km² a roce 2011 zde žilo 184 obyvatel.